# Explotación de aluminio en Venezuela
La materia prima proviene del sur de Venezuela, del Estado Bolívar, donde predomina las mejores minas de bauxita, es uno de los elementos más abundantes de la corteza terrestre la cual conforma más del 7% de la corteza, sin embargo fue descubierto a principios del siglo XIX. El proceso de producción de aluminio se inicia con el proceso de explotación de las minas de bauxita de Pijiguaos con el método tradicional a cielo abierto y sin voladura luego el mineral es transferido por ferrocarril hasta el puerto sobre el Río Orinoco para después transportarlo hasta la planta de alúmina en la Ciudad Guayana a unos 650 km. El aluminio (Al) es un excelente conductor de calor y de electricidad. Su mayor ventaja es su ligereza, pues pesa casi tres veces menos que el acero ordinario.

## Características delaluminio
El aluminio es un metal sin igual por sus características:
- Liviano.
- Fuerte y de larga duración.
- No tóxico.
- Resistente a la corrosión.
- Excelente conductor del calor y la electricidad.
- No magnetizable.
- De fácil manejo.
- Excelente reflector de la luz.
- Reciclable.

## ElAluminioen Guayana
En el año 1944 el Estado venezolano inició la búsqueda sistemática en la región de Guayana por su condición geológica, fue en 1951 que se descubrió el primer yacimiento en el cerro el chorro a 5 km al noreste de Upata pero es en 1974 cuando se crea una comisión coordinadora de exploración para Bauxita en la Región 8, las exploraciones dieron sus resultados en 1976 que se llega al área de pijiguaos se toman muestras de suelos cuyos resultado de los análisis fueron muy halagadores, 6 muestras de una área aproximada de 6000 mt² recibidos desde el Centro de Investigación Swiss Aluminium, Ltd desde Neuhausen, Suiza los resultados reflejaban un contenido de más del 50% de Al2O3( Alúmina).
Según Karol José Del Nogal, “Escoger a la región de Guayana como el centro de la industria del aluminio en Venezuela, no fue una cuestión de suerte. Integrada por los estados Bolívar, Delta Amacuro y Amazonas, esa región privilegiada está localizada al sur del río Orinoco, con una extensión de 448.000 km² que representa exactamente la mitad del territorio venezolano”.
Quiere decir que Venezuela aparte de tener cantidades exorbitantes de petróleo a nivel nacional cuenta con grandes extensiones de tierra que poseen minerales muy comercializados, algunos más económicos que otros, pero todos con grandes potenciales económicos para el país que han hecho que Venezuela tenga una producción industrial muy variada.
La región de Guayana posee una gran variedad de recursos naturales de fácil explotación, aunado a esto está el vasto programa de desarrollo liderizado por la Corporación Venezolana de Guayana desde inicios de los años 1960, el cual ha tenido su principal soporte en el inmenso potencial hidroeléctrico, lo que asegura energía a bajo costo para dar inicio a los proyectos industriales por aquellos años.
La principal planta de energía es la  Central Hidroeléctrica "Raúl Leoni" en el Embalse de Guri, con una capacidad de generación de 10 millones kW, lo cual la convirtió en 1967 en una de las plantas hidroeléctricas con mayor capacidad de producción de energía en el mundo. Esta planta y las otras construidas sobre el río Caroní garantizan energía confiable a bajos precios para la producción de hierro, alúmina, aluminio, acero y otros. En el caso del aluminio permite el uso de varios cientos de celdas electrolíticas V-350 que son las de mayor capacidad de producción aluminio a nivel mundial, desarrollados por personal calificado de la CVG-Venalum que requieren entre 300 y 350 Kilo-amperios este alto amperaje de operación permite minimizar costos de instalación de nuevas plantas de alta competitividad con respecto a otras tecnología de reducción de aluminio líderes en el ámbito mundial, Su eficiencia de corriente supera el 95% produciendo más de 2.500 kg por día con un bajo consumo de energía alcanzando los 13 kW-hora por kg de aluminio.
En Segundo lugar según palabras de Karol José Del Nogal, “La posibilidad de que grandes barcos naveguen el río Orinoco, una distancia de aproximadamente 184 millas náuticas (341 km) hasta la desembocadura del mar Caribe, y de ahí a todos los puertos del mundo, aumenta el potencial de comercialización de los productos industriales de la zona de Guayana”.
El Río Orinoco posee grandes extensiones de agua que permiten el comercio fluvial por él, tanto para la importación como para la exportación y no solo aluminio; además, gracias a esta vía de comunicación, Guayana tiene mayores posibilidades de comunicación con otros continentes a gran escala.
A los abundantes recursos existentes en la región, se añaden vastas reservas de bauxita localizada en el Estado Bolívar, esencialmente en las áreas de Upata, Nuria, la Serranía de los Guaicas, región sur de la Gran Sabana y Los Pijiguaos, En 1976 se descubrió en la serranía de Los Pijiguaos, fue la primera mina en descubrirse. La Corporación Venezolana de Guayana confirmó la existencia de posibles reservas en el orden de los 5 mil millones de toneladas, de los cuales 150 han sido probadas y 130 millones son probables.
La disponibilidad de bauxita, energía eléctrica y la capacidad de obtener alúmina en la región, aunado a las facilidades de transporte ofrecidas por el río Orinoco, brindan una marcada independencia de producción además de un alto grado de integración vertical en el proceso de producción de aluminio
Estas tres componentes: Materia prima abundante, facilidad de medios de transporte a gran escala y Energía suficiente hacen de Guyana un lugar estratégico para la explotación, producción y comercialización del aluminio y del hierro.
Según Karol José Del Nogal, “El aluminio, a criterio de los especialistas en la materia, va a ser próximamente un factor sustitutivo de materias de exportación y un gran generador de divisas. Habrá que tomar en cuenta las nuevas tecnologías, como el uso de aluminio en automóviles”.
El aluminio no tan solo genera beneficios económicos ligados a la venta de su producto final, muy por el contrario, lo que hasta la fecha no ha sido explicado con claridad, y más lamentable aún, no explotado a nivel nacional, la cadena de producción de aluminio ofrece la oportunidad de incorporar un conjunto importante de actividades económicas ligadas a la misma, lográndose así un aprovechamiento del negocio del aluminio de manera integral, maximizándose de esta manera los beneficios que el aluminio puede ofrecer a nuestra sociedad.
Venezuela a nivel mundial ha sobresalido por la enorme cantidad de petróleo que posee y exporta, sin embargo, también se ha destacado por la gran cantidad de minerales que poseen sus tierras como lo es el oro, el hierro, el cobre, pero muy especialmente el aluminio, ya que al pasar de los años la producción de este ha desempeñado un papel muy importante en lo que refiere al crecimiento económico y social del país.
En Sud América sus grandes competencias están en Brasil (HYDRO ALUNORTE) es la más antigua inicia en 1940 y Argentina ( ALUAR) .

## Historia

### Descubrimiento de minas
1,552  se descubrió el primer yacimiento en el cerro el chorro a 5 km al noreste de Upata, esta dará inicio a seguir explorando posteriormente en la zona.
1970, el geólogo Armando Schwarck Anglade, localizó una extensa coraza laterítica entre los ríos Suapure y Parguaza, en el tope de la Serranía de Los Pijiguaos
1976 se llega al área de pijiguaos los geólogos Gregor de Ratmiroff , Vicente Mendoza y Félix Schmid, toman seis muestras de suelos cuyos resultado del análisis revelan grandes reservas de bausita
1977 Ministro de Energía y Minas, Valentín Hernández, anuncio del descubrimiento del extraordinario yacimiento de bauxita de "Los Pijiguaos”

### Historia de la industria del aluminio
1977 Venezuela inicia las operaciones de CVG-Interalumina (Capacidad inicial de 1 millón de toneladas), CVG-Edelca en 1978 con la puesta en servicio de la represa de Guri con una capacidad de 47 Mil GWh y CVG-Venalum ese mismo año (Capacidad 430 Mil toneladas).
1979 se crea la empresa CVG Bauxita Venezolana C. A reconocida como CVG-Bauxiven (Capacidad 6 Millones de Toneladas) y Cabelum para producir Alambrón 
1983 Se inicia la producción en las plantas de laminado en Guayana y en Guacara y en 1987 inicia la CVG-Carbonera para garantizar la producción de ánodos para las celdas Electrolíticas.
1985 Sale el primer embarque de aluminio de Ciudad Guayana hacia Yokohama, Japón. La motonave venezolana "Lara" zarpó con 15,000 toneladas elaboradas en la estatal Venalum.
1986 Planta mina inicia oficialmente sus operaciones enviando sus primeras gabarra con 600 Tm de bauxita desde Municipio Cedeño a través del río Orinoco a Planta Matanzas en Ciudad Guayana
1994 En marzo de Inicia operaciones  CVG-Bauxilum, producto de la unión de las empresas CVG-Interalúmina  y CVG-Bauxiven.
2000 VENALUM tiene una producción de 570.000 Tm de aluminio
2003 se proyecta una quinta línea de producción en ALCASA y una sexta en VENALUM
2006 VENALUM tiene una producción de 438.927 Tm de aluminio
2007 VENALUM tiene una producción de 435.000 Tm de aluminio
2008 inicia con conflictos laborales, no logró abastecerse debido ala falta de inversión se lograron 438.000 Tm de producción
2010 los problemas con el embalse del Guri falta de energía se le restringe un 30% de energía
2010 Se obtiene un crédito otorgado por el gobierno de China para instalar un laminador con una capacidad de 100 mil toneladas y produjera 40 mil toneladas de perfiles al año.
2011 la vuelta de las lluvias y el agua a tope de la represa Gurí, las empresas mantuvieron la merma de la producción y las fallas eléctricas comenzaron a ocurrir con mayor frecuencia
2012 las empresas del aluminio venezolanas buscaron oxigenarse mediante acuerdos con empresas de capitales Chinos
2013 los conflictos laborales, la mala gestión de operadores sin experiencia llevan casi al colapso la industria, la falta de repuestos que son importados
2014 Venalum produce 90.795 Tm
2015 ALCASA ha reducido su producción en un 90% con respecto a los años comprendidos entre 1990-2009 con una producción de unas 28.536 Tm de aluminio líquido
La falta de inversión . los precios subsidiados, los problemas laborales y la falta de dólares para re-invertir
2020 la situación de la industria del aluminio es crítica y Venezuela exporta a Irán Alúmina que es la materia prima para la producción de aluminio, procedente de la bauxita de las grandes minas venezolanas
2020 en septiembre se concluye la instalación del laminador con créditos del Fondo Chino en la estatal Alcasa
2021 Desde finales de diciembre, la "Federación Bolivariana de trabajadores" ha venido desmontando unas 384 celda electrolíticas de Alcasa de la línea III y IV, otras empresas que trabajan con aluminio como Alucasa, Cabelum y Rualca están siendo afectadas por la falta de materia prima que proporcionaba Venalum y Alcasa
2021 mientras los laminadores Bliss, United, el Clecim-Cosim y la extrusora están inoperativos y sin esperanzas de una reactivación. “El Clecim-Cosim tiene cinco años que no lamina una hojita dice el secretario de trabajo Henry Arias, y el problema es la falte del insumo básico
2021 en junio bajo el pretexto de instalar un laminador que no funcionaba, ese mes el ministro de industrias autorizó desmontar 360 celdas de la empresa Venalum.
Nota.- En 2007 empezó una caída de la producción de aluminio en Venezuela por falta de inversiones al punto que Alcasa no tiene certificación ISO, lo que le impide exportar sus productos por lo cual el gobierno del momento impulso el consumo interno priorizando un plan social, en 2009 un plan del gobierno de reducir el consumo de energía a 560 MW debido a lo que denominó una Crisis energética
Desde 2019 las empresas siderúrgicas del Bloque de Guayana, presentan constantes problemas sindicales como paros y choques políticos, mantienen la industria en constante problemas